# Willie Hunter (voetballer)
William Willie Hunter (Springside, Ayrshire, 29 juli 1880 - ?) was een Schots voetballer.
Hunter speelde vanaf 1904 voor St. Bernard's FC en ging in 1905 naar Airdrieonians FC. In maart 1908 werd hij aan Kilmarnock FC verhuurd en hij keerde in de zomer van 1908 terug bij Airdrieonians. In 1909 ging hij naar Rangers FC en in maart 1911 naar Hamilton Academical FC. Vervolgens speelde hij weer een seizoen voor Airdrieonians en Motherwell FC. Hierna speelde hij nog bij achtereenvolgens Lochgelly United FC en Cowdenbeath FC en na kortstondig in 1914 opnieuw bij Motherwell FC gespeeld te hebben beëindigde hij zijn spelersloopbaan. Hij speelde 141 competitiewedstrijden in de hoogste speelklasse in Schotland en scoorde daarin 83 doelpunten. Hij werd later onderwijzer.